# 超導磁率合金
超導磁率合金（supermalloy）是一種由75%的鎳、20%的鐵和5%的鉬形成的合金。
超導磁率合金是軟磁性材料，其電阻率為0.6 Ω·mm2/m。超合金的磁導率非常高，約800000 N/A2，而其矯頑力非常低。超導磁率合金可用在無線電工程、電話及遥控机械学儀器中。